# تپه لار آراسی ۱
تپه لار آراسی ۱ در شهرستان بوئین‌زهرا، بخش آوج، روستای سنگاوین واقع شده است و این اثر در تاریخ ۲۵ اسفند ۱۳۸۰، با شمارهٔ ثبت ۵۰۵۴، به‌عنوان یکی از آثار ملی ایران به ثبت رسیده است